# Mij
Mij, met als gereduceerde vorm me, is een persoonlijk voornaamwoord in het Nederlands waarmee de spreker zichzelf in de voorwerpsvorm aanduidt. Als zodanig is het de tegenhanger van de onderwerpsvorm ik.
De voorloper in het Oudnederlands was mi. Ook dit was al de vorm voor zowel de datief als de accusatief, net als tegenwoordig. De onbeklemtoonde vorm was al in het Oudnederlands hetzelfde (me).